# Quercus manzanillana
Quercus manzanillana är en bokväxtart som beskrevs av William Trelease. Quercus manzanillana ingår i släktet ekar, och familjen bokväxter. Inga underarter finns listade.